# Парламентарни избори у Краљевини Србији, фебруар 1893.
Изборе од 25. фебруара 1893. године водила је либерална влада Јована Авакумовића. Настојало се да се избори изврше према прописима новог законодавства, заснованог на Уставу из 1888. године, a оно је предвиђало један много компликованији изборни поступак према ранијем, y коме се није имало довољно праксе. Сама атмосфера за вођење избора у земљи није била најповољнија: најјача странка у земљи, радикална, удаљена са власти, сматрала је да је распуштена Скупштина била способна за рад и да је, ако је већ требало да се врше избори, имала да их врши она влада која је имала најјачи ослонац у народу. Местимично било је. и тежих сукоба као на пр. y Драгачеву где је маса растурила бирачки одбор, a изборна акта била су поцепана. Нереда је било и у селу Зеокама и у Горачићу где је интервенисала и војска која је употребила бојеве метке. Резултат те интервенције био је да је на биралишту остало 15 мртвих а око 70 лица било је ухапшено. У већини вароши изабрани су кандидати Либералне странке. Требало је да се бира 136 народних посланика, a од тога је броја изабрано пуноважно њих 128, јер је избор y 8 места био покварен. Од тога броја, Либерална странка добила је 69 мандата, 2 мандата добила је Напредна странка, a остатак је отпадао на радикале.